# 區新明
區新明（英語：Joey Ou，1960年8月8日—），祖籍廣東省廣州市增城區，香港音樂及傳媒人，年輕時為小島樂隊、凡風及新青年（與郭啟華合組）成員、前商業電台叱咤903DJ，並與該台的代表人物林海峰關係密切。曾經在信報撰寫專欄《音樂態度》。區新明於1994年曾經與太太移民加拿大，於1999年和2007年回流香港。